# Kelley Eskridge
Kelley Eskridge (Flórida, 21 de setembro de 1960) é uma escritora norte-americana de ficção, não ficção e roteiros. Seu trabalho é geralmente considerado ficção especulativa e está associado à vertente mais literária da categoria, bem como à categoria de ficção slipstream.

## Primeiros anos e educação
Eskridge nasceu na Flórida em 21 de setembro de 1960. Ela frequentou a St. Paul's School em Concord, Nova Hampshire, a Universidade do Noroeste e a Universidade do Sul da Flórida, onde obteve o diploma de bacharel em Performance Teatral.

## Carreira
Eskridge participou do Clarion Writers Workshop em 1988, onde conheceu sua futura esposa, a romancista inglesa Nicola Griffith. Eskridge publica contos e ensaios desde 1990. Sua história "E Salomé Dançou" recebeu o Prêmio Astraea de 11 mil dólares e foi indicada ao Prêmio James Tiptree Jr. em 1995, e sua história "Alien Jane" foi finalista do Prêmio Nebula de Melhor Conto, também em 1995. Alien Jane também recebeu uma adaptação para a TV na curta série do Sci-Fi Channel Welcome to Paradox.
Sua primeira coleção de contos, Dangerous Space, foi publicada em 2007; a novela título "Dangerous Space" foi finalista do Prêmio Nebula em 2009.
Seu primeiro romance, Solitaire, foi publicado em 2002 pela HarperCollins Eos. Solitaire é um jogo de ficção científica baseado em personagens ambientado em um estado corporativo de um futuro próximo. Foi um livro notável do jornal The New York Times, uma seleção Borders Books Original Voices e foi finalista dos prêmios Nebula, Endeavour, e Spectrum. Solitaire foi a base para o longa-metragem de 2017 OtherLife, co-escrito por Eskridge, dirigido por Ben C. Lucas e estrelado por Jessica De Gouw .
Eskridge é escritora, roteirista e editora independente/treinador de escrita em tempo integral. Anteriormente, ela trabalhou em uma série de cargos corporativos, mais recentemente como Vice-Presidente de Gerenciamento de Projetos na Wizards of the Coast. Ela atuou no conselho do Clarion West Writers Workshop do final de 2009 a 2014 e foi presidente do conselho de 2010 a 2013. Ela lecionou na Clarion West em 2007.
Eskridge é cofundadora (com Nicola Griffith) e sócio-gerente da Sterling Editing (fundada em 2009), com uma lista de clientes internacionais de escritores consagrados e emergentes.
Eskridge é a criadora do programa Humans At Work para ajudar novos gerentes a aprender habilidades de gestão de pessoas. O guru da gestão Bob I. Sutton (autor de The No Asshole Rule) citou as opiniões de Eskridge sobre gestão no seu livro Good Boss, Bad Boss (Capítulo 1).

## Vida pessoal
A cerimônia de compromisso de Eskridge com Nicola Griffith em Atlanta em 4 de setembro de 1993 foi anunciada no The Atlanta Journal-Constitution, talvez o primeiro anúncio de compromisso entre pessoas do mesmo sexo publicado pelo jornal. Eles se casaram legalmente vinte anos depois, em 4 de setembro de 2013, em Seattle, Washington, onde moram até hoje.

## Obras publicadas

### Romance
- 2002: Solitarie (em inglês). EUA: HarperCollins Eos. setembro de 2002 (hc), fevereiro de 2004 (tp).
- 2011: Solitarie (em inglês). Small Beer Press.

### Coleção
- 2007: Dangerous Space (em inglês). EUA: Aqueduct Press.

### Contos
- 1990: "The Hum of Human Cities" (em inglês). Pulphouse: A Hardback Magazine, vol. 9.
- 1993: "Somewhere Down the Diamondback Road" (em inglês). Pulphouse: A Hardback Magazine, edição 15.
- 1994: "Strings" (em inglês). A revista de fantasia e ficção científica.
- 1994: "E Salomé Dançou" (em inglês). Little Deaths, Ellen Datlow, ed. Reino Unido: Orion.
- 1995: "Alien Jane" (em inglês). Century Magazine, Vol. 1.
- 1998: "O Olho da Tempestade" (em inglês). Sirens and Other Daemon Lovers, Ellen Datlow, ed. EUA: HarperPrism.
- 2012: "Olho da Tempestade" (em inglês). Beyond Binary, Lee Mandelo, ed. Estados Unidos Lethe Press.

### Ensaios
- "Identity and Desire" (ensaio, 1999). Women of Other Worlds (em inglês), Tess Williams e Helen Merrick, eds. Austrália: University of Western Australia Press.
- "As We Mean to Go On", com Nicola Griffith (ensaio, 2005). Bookmark Now: Writing in Unreaderly Times (em inglês), Kevin Smokler, ed. EUA: Basic Books.

## Prêmios e honrarias
- Prêmio Astraea,[17] 1993 por "And Salome Danced"
- Melhor Fantasia e Terror do Ano, 1995 por "Strings"[18]
- New York Times Livro Notável, 2002 para Solitaire[7]
- Seleção de vozes originais da Borders Books, 2002
- Seleção dos Melhores do Ano da Borders Books
- Prêmio Endeavour, 2003 para Solitaire[9]
- Finalista do prêmio Spectrum, 2003 para Solitaire[10]
- Finalista/Lista de Honra do Prêmio Tiptree, 2007 por "Dangerous Space",[19] 1998 por "The Eye of the Storm",[20] 1995 por "And Salome Danced"[21]
- Finalista do Prêmio Nebula, 2009 por "Dangerous Space",[22] 2003 por Solitaire,[8] 1996 por "Alien Jane"[23]
- Escritor convidado de honra (com Nicola Griffith) na Westercon 66, 2013[24]